# Neopanorpa chaoi
Neopanorpa chaoi är en näbbsländeart som beskrevs av Cheng 1957. Neopanorpa chaoi ingår i släktet Neopanorpa och familjen skorpionsländor. Inga underarter finns listade i Catalogue of Life.